# صخره‌ماهی سرخ کوتوله
صخره‌ماهی سرخ کوتوله (نام علمی: Sebastes rufinanus) نام یک گونه از سرده صخره‌ماهی است.